# Cink
Cink je kemijski element atomskog (rednog) broja 30 i atomske mase 65,409(4). U periodnom sustavu elemenata predstavlja ga simbol Zn.

## Svojstva
Cink je kemijski element 12. skupine periodnoga sustava elemenata, plavkastobijela sjajna kovina. Pri sobnoj je temperaturi krhak i lomljiv. Na temperaturi 100 - 150 °C omekša i postane rastezljiv, pa se lako kuje, valja u tanke ploče i izvlači u žicu. Iznad 200 °C postaje ponovo krhak i mrvi se u prah. Burno reagira s metalnim oksidima, a s kisikom i dušikom stvara velik broj kompleksnih spojeva.

Amfoteran je, otapa se u kiselinama i jakim lužinama, pa tvori soli. Ne korodira i na zraku je prilično stabilan, jer se na zraku prevlači zaštitnim slojem oksida ili karbonata, koji ga štiti od daljnje oksidacije i čine ga vrlo otpornim na utjecaj vlage, neutralnih i slabo lužnatih otopina. Dobar je vodič električne struje.

## Dobivanje
U prirodi se ne nalazi u elementarnom stanju. Najčešće se dobiva iz sulfidne ruda sfalerita (ZnS) /prženjem/, i karbonata smitsonita (ZnCO3) /žarenjem/, te iz industrijskih cinčanih otpadaka (cinkovi pepeli). Rude se prije prerade koncetriraju flotacijom (sulfidne rude) ili redukcijsko-oksidacijskim žarenjem (cinkovi pepeli), a potom slijedi suhi (pirometalurški) postupak, ili mokri (hidrometalurški) postupak, tj. elektroliza.
ZnS(s) + 3 O2(g) → 2 ZnO(s) + 2 SO2(g)
Dobiveni cinkov oksid reducira se koksom u mufolnim pećima:
ZnO(s) + C(s) → Zn(g) + CO(g)
Dobiveni cink je plinovit i ukapljuje se. Onečišćen je drugim metalima, pa se podvrgava frakcijskoj destilaciji.
Najveći svjetski proizvođači cinka su Kanada, Australija, Kina, Peru, Meksiko i Kazahstan.

## Uporaba cinka
Najviše se primjenjuje od svih obojenih kovina, npr. za izradbu limova, cijevi, žica, dijelova motornih vozila, strojeva, kućanskih aparata, suhih baterija (Lechlanceov suhi članak), za zaštitu metala od korozije galvanizacijom, cinčanjem i katodnom zaštitom (oluci, karoserije auta, brodski propeleri itd.), u metalurgiji za izlučivanje drugih metala iz otopine, za legiranje bakra i aluminija, u kemijskoj industriji za proizvodnju pigmenata, u građevinarstvu za izradbu krovnih cijevi i ploča za pokrivanje zgrada, za izradbu ambalaže i igračaka, u pirotehnici, itd. U zadnje vrijeme zbog dostupnosti korisnicima mobilnih telefona raste uloga cink-zrak baterija (Zn-Air) čija se praktičnost pokazala u hitnim situacijama, premda nije punjiva.
Cink na pocinčanim predmetima služi za anodnu zaštitu, gdje se cink otapa umjesto željeza, kao manje plemenit metal. Zbog toga se željezni predmeti često zaštićuju cinkovim prevlakama.
U brodogradnji ima široku primjenu. Tzv. "cink protektor" je najbitnija zaštita broda, jer sprječava sakupljanje algi i jedenje metalnih dijelova broda na taj način što se on spoji na golu neopituranu oplatu broda.

## Najvažniji cinkovi spojevi i njihova uporaba
U spojevima je cink dvovalentan. Cink i njegovi spojevi, otrovni su, no bez cinka život nije moguć jer se on nalazi u mnogim enzimima važnima za život. Mnogi cinkovi spojevi upotrebljavaju se u velikoj mjeri u tehnici i medicini.
- Cinkov peroksid (cinkov dioksid, ZnO2) se u medicini koristi za liječenje čireva želudca, te kao dezinficijens u kirurških infekcija. Dobiva se djelovanjem koncentriranog vodikovog peroksida (od 15-50%) na cinkov oksid.
- Cinkov karbonat (ZnCO3) u prirodi se nalazi kao mineral smitsonit. Kao bezvodni dolazi u obliku bijelog praha koji je gotovo netopljiv u vodi. Zagrijavanjem iznad 150 °C; prelazi u ZnO i CO2. Dolazi i u hidratiziranom obliku kao bazni karbonat cinka, koji se upotrebljava kao puder u kozmetici. Upotrebljava se i kao bijeli pigment.
- Cinkov sulfid (ZnS) u prirodi se javlja u dvije kristalne modifikacije: kubičnoj kao sfalerit (sa strukturom analognoj dijamantu) i u heksagonskoj kao vurcit, čija se struktura razlikuje od sfaleritne samo u uzajamnoj orijentaciji pojedinih tetraedara. Dobiva se iz otopine cinkova sulfata taloženjem topljivim sulfidima. Također se može dobiti miješanjem cinka u prahu u rastaljenom sumporu u stehiometrijskom omjeru. Dodatkom mangana i bakra u tragovima u sfaleritnu strukturu ZnS postaje vrlo osjetljiv na ionizirajuće zračenje pokazujući efekt luminiscencije. Takav kristaliziran cinkov sulfid, koji sadrži malo teških metala, služi za izradbu detektora za ionizirajuće i rendgensko zračenje, te za zaslone katodnih cijevi (npr. televizijski zaslon /ekran/, rendgenski zaslon/ekran/), jer svjetluca djelovanjem toga zračenja, odnosno katodnih zraka.
- Cinkov sulfat (ZnSO4) s kristalnom vodom nastaje pri otapanju cinka ili cinkova oksida u sumpornoj kiselini. Iz vodene otopine kristalizira kao heptahidrat (ZnSO4 x 7 H2O; bijela galica) u obliku bezbojnih rompskih kristala koji se lako otapaju u vodi. Upotrebljava se u proizvodnji viskoznih vlakana, a najviše u industriji boja za pripravu litopona (tzv. „vitriol bijela boja“) i drugih mineralnih (uljanih) boja, u bojadisarstvu kao močilo, za dobivanje mnogih drugih cinkovih soli, za elektrolitsko pocinčavanje (galvanske cinčane kupke) i pomjeđivanje, kao adstrigens i dezinficijens u medicini, za impregniranje (konzerviranje) drva, itd. Jako male količine se dodaju umjetnim gnojivima jer suzbija biljne bolesti.
- Cinkov oksid (ZnO) je najznačajniji spoj cinka i amfoteran je. U prirodi se nalazi kao mineral cinkit u obliku bijelih heksagonskih kristala. Pri sobnoj temperaturi je bijel amorfni prah koji zagrijavanjem reverzibilno postaje žut.
- Cinkov klorid (ZnCl2; bezvodni) je vrlo higroskopna sol. To je bijel zrnat prah ili bijela porculanska masa. Cinkov klorid rabi se u tekstilnoj industriji, u metalurgiji kao sastojak smjesa za otapanje metalnih oksida, za cinčanje, za zaštitu željeza od korozije pocinačvanjem, za meko lemljenje kovina, za protupožarno impregniranje drvene građe, za baterije itd.
- Cinkov hidroksiklorid (ZnOHCl) nastaje zagrijavanjem vodene otopine cinka (ili neke cinkove soli) u klorovodičnoj kiselini. Koncentrirana otopina ZnCl2 pomiješana sa ZnO također daje cinkov hidroksiklorid zbog kojeg se ova smjesa skrutne pa se onda i upotrebljava za izradu zubarskih plombi.
- Cinkov nitrat se koristi kao jeftin i ne baš dobar oksidans u motorima modelatorskih raketa, jer nije plemenit metal. Cinkov nitrat se može dobiti otapanjem cinka u dušičnoj kiselini ili pak uranjanjem cinkovog oksida u dušičnu kiselinu.
- Cinkov stereat se koristi u proizvodnji tableta za zgušnjavanje mase, a sastojak je i dječjih pudera.

## Cinkove slitine
Cinkove slitine također su tehnički važne, posebno slitine s aluminijem i bakrom.

Čvrstoća tih slitina bitno je veća od čvrstoće cinka, ali su one osjetljive prema koroziji. To se može ublažiti dodatkom malih količina magnezija i litija te ograničenjem udjela olova, kadmija i kositra. Najvažnije su slitine s 3,5 do 4,3% aluminija i 0,6 do 1% bakra, koje se upotrebljavaju u strojogradnji, proizvodnji vozila i kućanskih aparata te dijelova uređaja vrlo točnih izmjera koji se dobivaju lijevanjem. Velike se količine cinka troše za dobivanje slitina drugih kovina, u prvom red bakrenih slitina (mjed, novo srebro).

## Opasnosti i štetnost
Budući da je kadmij gotovo uvijek vezan za cink, pocinčana ambalaža je potencijalni izvor zagađenja kadmijem, posebice u prisustvu organskih kiselina. Zato je neophodno odlagati cinkove dijelove, baterije i ambalažu za recikliranje.